# Rivière Bourceau
La rivière Bourceau est un cours d'eau de Basse-Terre en Guadeloupe prenant source aux Pitons de Bouillante et se jetant dans la mer des Caraïbes.

## Géographie
Longue de 6,9 km, la rivière Bourceau prend sa source 1 050 m sur les pentes occidentales des Pitons de Bouillante sur le territoire de la commune de Bouillante. Elle est alimentée sur son parcours par la ravine Concession, franchit plusieurs sauts dont les plus importants sont la cascade Birloton (24 mètres de hauteur), la cascade Michot et celle de Trou-à-Diable. L'intégralité de son cours s'écoule sur le territoire de Bouillante pour se jeter dans la mer des Caraïbes dans l'Anse de Pigeon au lieu-dit Coton.

## Histoire
Le cours d'eau, qui porte d'abord le nom de rivière à bel Argent, doit son nom à celui d'un propriétaire terrien et producteur de sucre de la fin XVIIe siècle, Joseph Boursault – protestant qui avait émigré en Guadeloupe à la révocation en 1685 de l'édit de Nantes –, qui possédait sa plus grande propriété près de la rivière.
L'Habitation La Lise est construite à l'embouchure de la vallée de la rivière Lostau en 1671. Au début du XVIIIe siècle, deux canaux sont creusés pour capter les eaux des rivières Lostau et Bourceau.
Le 6 septembre 1865, la culée du pont à placer sur la rivière, à Bouillante, est emporté lors d'un ouragan, avant même qu'il ne soit terminé,.

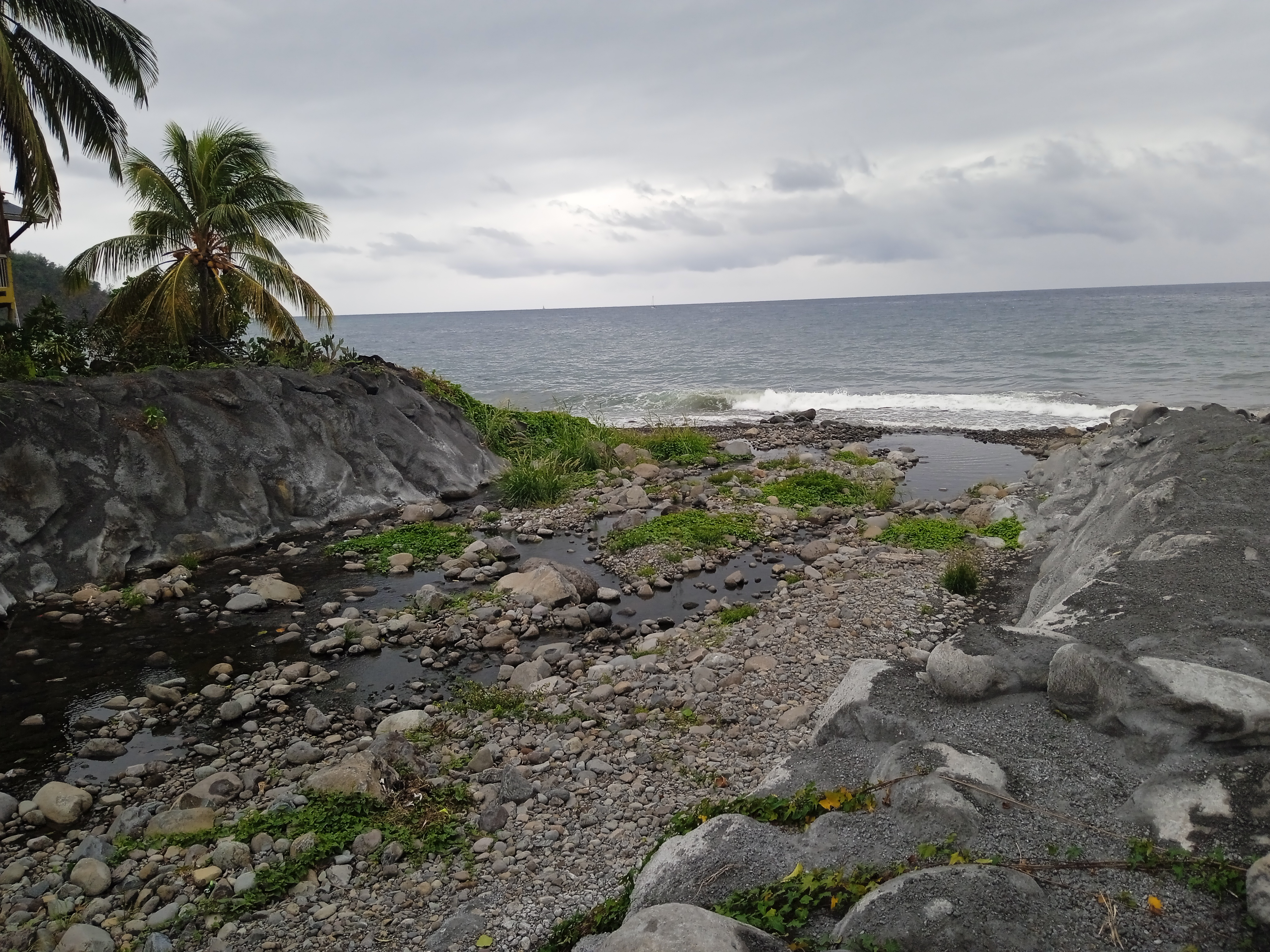
Embouchure de la rivière Bourceau à l'anse de Pigeon.
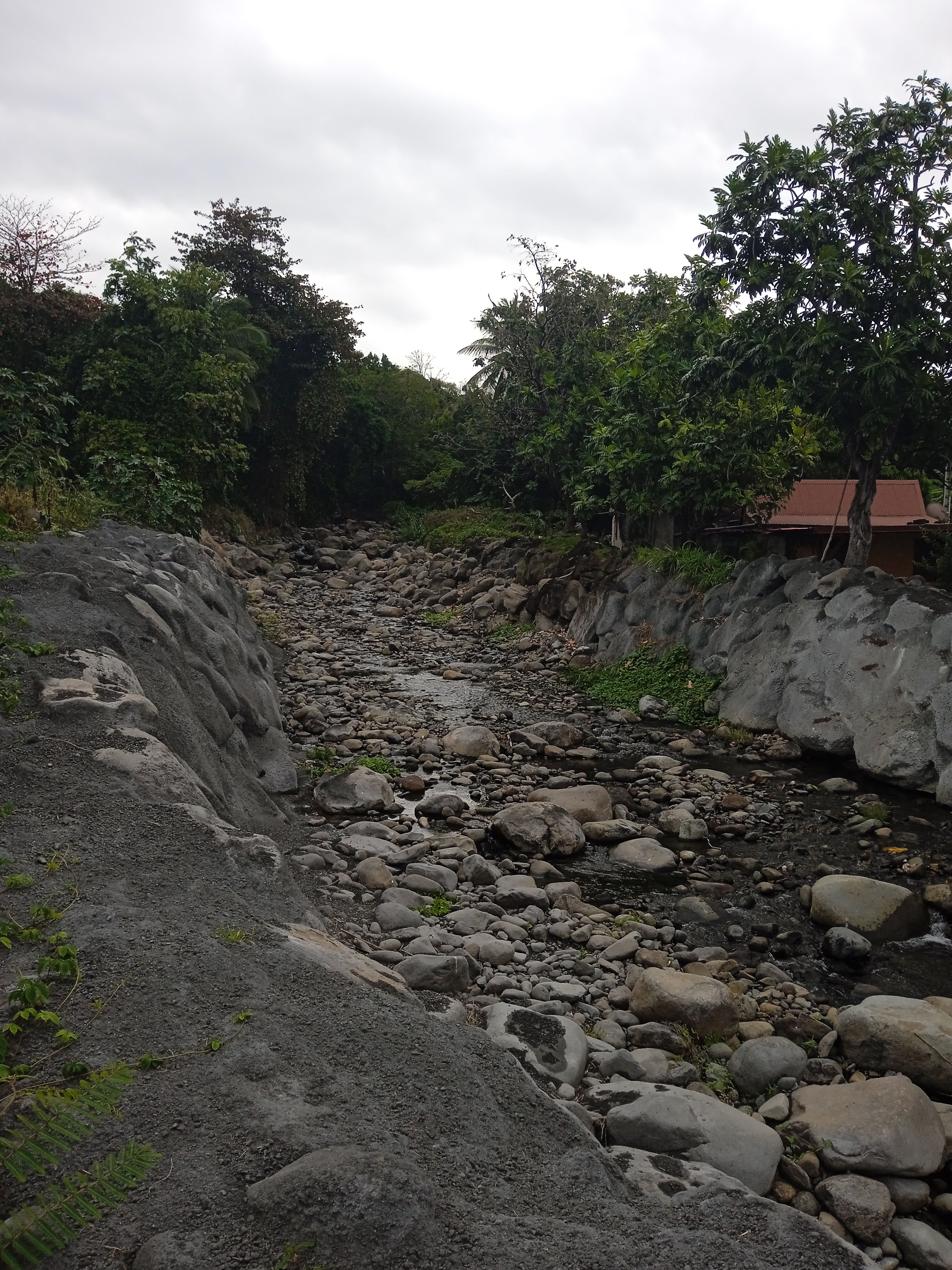
Rivière Bourceau à Pigeon (Bouillante).